# Klubowy Puchar Europy na Żużlu 2007
Klubowy Puchar Europy (KPE) - cykl turniejów mających wyłonić najlepszą drużynę klubową w Europie. Rangę turnieju obniża fakt, że corocznie (także i w tym sezonie) do rozgrywek nie włączają się mistrzowie Wielkiej Brytanii, Szwecji i Danii.
Tytułu najlepszej drużyny klubowej w Europie nie obroni Unia Tarnów. Polskę reprezentować będzie mistrz z 2006 Atlas Wrocław.

## Półfinały

### Goričan (1)
- 21 lipca 2007 -  Goričan (HMS)

### Równe (2)
- 21 lipca 2007 -  Równe (FMU)

## Finał

### Miszkolc (finał)
- 13 października 2007 -  Miszkolc (MAMS)